# Děti hor
Děti hor je opera o jednom jednání a třech obrazech českého skladatele Jindřicha Másla na libreto Antonína Kouby.
Jindřich Máslo, známý pedagogický pracovník a autor řady instruktážních skladeb a snadných úprav české klasické hudby pro klavír, jakož i sborů, napsal svou jedinou operu až v pozdním věku 57 let, roku 1932. Jedná se o tragický pašerácký příběh ze skladatelova rodného Podkrkonoší, i když o ní tisk mylně referoval jako o „dětské opeře“. Dne 28. listopadu 1933 udělila Česká akademie věd a umění Máslovi za Děti hor cenu (v hodnotě 1200 Kč) z fondu sester Havelkových. V divadle však tato opera provedena nebyla a premiéry se dočkala až 7. května 1937 ve vysílání československého rozhlasu (Radiojournalu), i když původně nejde o rozhlasovou operu.

## Postavy
- Jan, kovář – baryton
- Matka – mezzosoprán
- Lidka, sestra Janova – soprán
- Jiří, finanční strážník – tenor
- Váša, pašerák – bas
- Jiný finanční strážník – tenor[2]

## Děj opery
(Světnice horské chaty v Krkonoších) V chalupě v horské pohraniční vesnici žije vdova se synem Janem, povoláním kovářem, a dcerou Lidkou. Ta dnes očekává svého milého, finančního strážníka Jiřího, který má přijít požádat o její ruku. Avšak kovárna nevynáší a matka se obává, že jejich rodině hrozí bída a hlad. Přesvědčuje proto váhajícího syna, aby se zúčastnil riskantní, ale potenciálně velmi výnosné pašerácké výpravy. S ohledem na nastávajícího zetě je to třeba zatajit před Lidkou, a proto Jan sestře tvrdí, že se vydává do kraje najít práci a bohdá vydělat na její věno.
Jana přichází vyzvednout jeho přítel Váša, zkušený pašerák. Zastihne nejprve samotnou Lidku a vyznává jí lásku, ta ho však odmítá – co chvíli má přijít její pravý nápadník – a uražený Váša jí slibuje pomstu. Pak dodává odvahy Janovi, jenž stále kolísá, ale nakonec se nechá Vášou přemluvit. Na odchodu se oba potkávají s Jiřím, kterému Jan vypráví stejnou historku jako své sestře.
Lidka Jiřího vítá, ale strachuje se o bratra, který jí zdá se cosi zatajuje. Jiří se ji snaží uchlácholit. Do chalupy se scházejí starší i mladší sousedky na večerní besedu a shlukují se kolem jediného přítomného muže, Jiřího. Ten jim musí něco vyprávět a volí veselou příhodu o úspěšných námluvách svého kamaráda Vojty a mlynářovy dcery, přičemž naznačuje naději, že i on a Lidka brzy dosáhnou manželského štěstí. Do této idyly vpadne jeden z Jiřího kolegů z finanční stráže: byl vydán rozkaz vysledovat pašeráky, kteří mají právě dnes v noci procházet s bohatým kontrabandem. Marně jej Lidka zdržuje, Jiří musí odejít do služby.
(Proměna – Horská krajina) Váša vede pašeráky po známé stezce, je jim však v patách hlídka finanční stráže. Váša poznává v jejím čele svého soka Jiřího a chystá se po něm střelit. Jan se mu postaví do cesty a strhne mu zbraň, mezitím však Jiří stačil zareagovat a vypálí; svou střelou na místě usmrtí Jana. Váša a ostatní pašeráci prchají, zatímco strážníci obklopí padlého a Jiří s hrůzou poznává, koho zabil. Strážníci odnášejí Janovu mrtvolu.
(Proměna – Světnice horské chaty v Krkonoších) Matka nemůže spát a trápí ji úzkost; zjevují se jí vidiny o neštěstí, které Janovi pašerácká výprava přinese. Lidka k ní přispěchá a dozvídá se, kam její bratr skutečně odešel. Puzena hněvem a obavami chce jít za ním a matka ji následuje. Než však vykročí ze dveří, objeví se Jiří a zdrceně vypráví, co se přihodilo. Dva jeho druhové přinášejí na nosítkách Janovu mrtvolu. Matka zoufale objímá mrtvého syna a proklíná Jiřího; ten se svěšenou hlavou odchází. Lidka chvíli váhá mezi ním a matkou, ale nakonec volí svou lásku a běží za Jiřím. Matka cítí, že ztratila v jednom okamžiku obě děti, a klesá bez života vedle Janova těla.